# Philip Ulric Strengberg
Philip Ulric Strengberg, född 2 augusti 1805 i Sievi, död 8 oktober 1872 i Jakobstad, var en finländsk köpman och tobaksfabrikör. 
Strengberg blev faderlös redan innan sin födelse och efter att ha gått ur trivialskolan i Uleåborg 1820 var det hans uppgift att försörja familjen. Som 23-åring fick han borgarrättigheter och kunde inleda egen affärsverksamhet i Jakobstad. Han sysslade först med export av bland annat tjära och byggde tillsammans med andra köpmän egna skepp för transporterna. Under 1860-talet var han den störste skeppsredaren i Jakobstad.
Strengberg är dock främst känd som tobaksfabrikör. Han blev 1842 delägare i Jakobstads tobaksfabrik och blev snart majoritetsägare, medan den återstående andelen förvärvades av Victor Schauman. Tillsammans med denne utvidgade Strengberg fabrikens produktion och mekaniserade den. Detta lämnade fort resultat, och antalet anställda ökade under 1860-talet från 35 till drygt 100. Främst cigarrerna var kända och populära.
Sedan Strengberg gått bort barnlös förvandlades tobaksfabriken 1881 till aktiebolag under namnet Ab Ph.U. Strengberg & K:ni. Rörelsen utvidgades 1903 med en filialfabrik i Härnösand, som då den 1915 övertogs av svenska staten i samband med införandet av statsmonopol på tillverkningen av tobak var den ojämförligt största i Sverige (fabrikens enastående framgång torde ha haft åtminstone ett visst inflytande på det svenska beslutet att införa monopol).